# Kuttu varisai
Kuttu Varisai tamil: குத்துவரிசை - tradycyjna tamilska sztuka walki, poświadczona już w literaturze epoki Sangam (II w. p.n.e.). Zasadniczo jest sztuką walki wręcz obejmującą ciosy, kopnięcia, dźwignie i rzuty, jednak wykorzystywano również szeroką gamę różnych rodzajów broni, takich jak trójząb, różnej długości kije (kali lub kaji), miecze i sztylety, oraz  baty z elastycznymi wstęgami metalowymi, tzw. surul pattai.